# Пожарня казарма

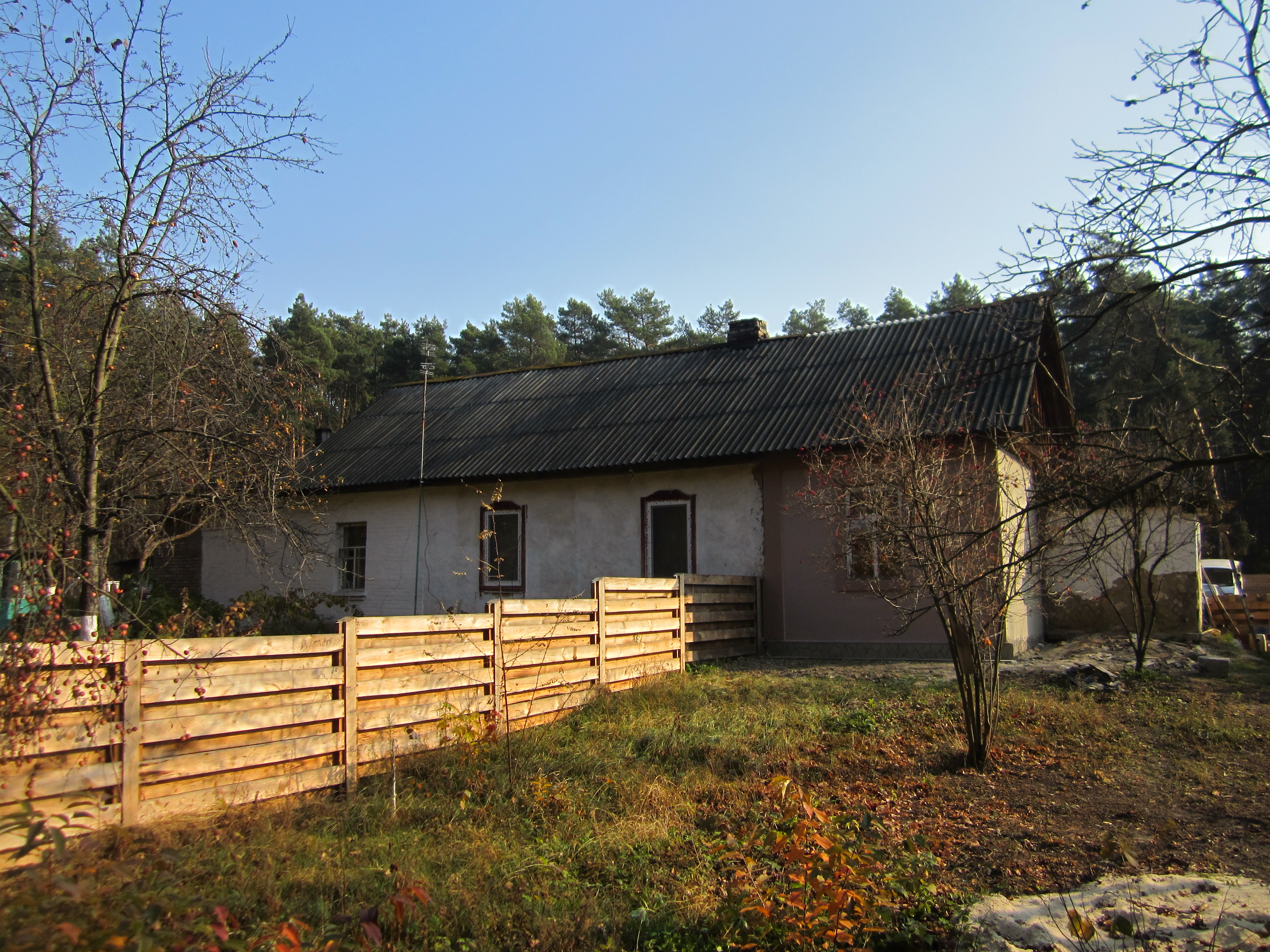
Казарма Пожарня. Сучасний вигляд

Казарма Пожарня — історична місцевість Києва, хутір, лісничівка у 14 кварталі Микільського лісництва, за 2 км на захід від села Княжичі Київської області. За 3,5 км на південь розташоване Микільське лісництво, якому підпорядкована лісничівка.

## Історія
У другій половині 1840-х років в Остерському повіті запроваджено систему відновлення лісових насаджень. Ймовірно, тоді ж і виникає ця казарма лісової сторожі. Її вперше позначено ще на мапі 1850-х років — лісничівку, де мешкала лісова сторожа (не підписана). Як казарма Пожарня вона вперше позначена на топографічній мапі 1868 року. Входила до складу Остерського повіту Чернігівської губернії.
У книзі «Населені місця Київщини. Попередні підсумки перепису 17 грудня 1926 року» назва Пожарня відсутня. Вона згадана як одна із 6 лісових казарм Микільського лісництва, проте яка з них відповідає саме цій, встановити немає змоги. Кількість дворів у ній була — один або два, населення — від 6 до 12 жителів. Підпорядковувалася Бортницькій сільській раді Броварського району.
У 1950-х роках Микільське лісництво і ліси навколо увійшли до складу Дніпровського району Києва, відтоді лісничівка казарма Пожарня входить до меж міста. Складається із житлового будинку, у якому мешкають дві родини лісників, також є декілька господарських споруд.

## Будівля лісничівки
У хуторі зберігся будинок, саме у якому, за деякими даними, працював вчений-лісівник, основоположник лісової дослідної справи в Україні Василь Огієвський.
Будинок зведено, за деякими даними, ще наприкінці XIX століття. Будівля лісничівки дерев'яна, потинькована та побілена, на 4 вікна, не має прикрас чи оздоб фасаду, надвіконня виконане з дерева, але також без оздоб. Будівля на дві родини. Споруда є рідкісним зразком житлової забудови Київського Лівобережжя кінця XIX — початку XX століття. Разом з будівлею Броварського лісництва це одна з двох відомих наразі дерев'яних будівель Київського Лівобережжя, споруджених до 1917—1920 років.